# Georges Guynemer
Georges Guynemer (París, França, 24 de desembre de 1894 - Poelkapelle, Bèlgica, 11 de setembre de 1917) fou un pilot de combat francès de la Primera Guerra Mundial que obtingué 53 victòries. Era especialment estimat i aclamat pel poble francès, considerat un heroi de guerra. Entre altres condecoracions en destaca la Legió d'Honor.

## Infància i joventut
Georges Marie Ludovic Jules Guynemer era fill d'una família benestant de Compiègne, fill d'un cultivat oficial francès, d'una nissaga de militars que havien servit França des de temps de Carlemany fins a Napoleó. Va estudiar al col·legi Stanislas de París on va rebre mencions especials en matemàtiques i llatí. Durant l'etapa infantil i juvenil no va fer esports violents, ja que era de constitució dèbil. Durant aquesta època tenia la voluntat de convertir-se en enginyer i s'entretenia recorrent les fàbriques de motors.

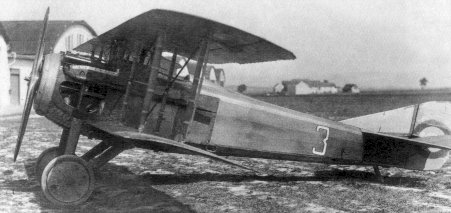
Imatge d'un SPAD S.VII 2.

## Carrera Militar
Originalment rebutjat per l'exèrcit en diverses ocasions, va acabar essent acceptat, en part gràcies a la seva insistència, en part gràcies a les influències del seu pare, com a aprenent de mecànic a finals de 1914. Gràcies a la seva determinació, es guanyà el reconeixement de la resta com a pilot, finalment essent enviat a l'Escadrille MS.3 el 8 de juny de 1915. Restà en el mateix esquadró durant tota la seva carrera militar. El seu primer aparell va ser un monoplà Morane-Saulnier L que havia pilotat prèviament Charles Bonnard, i d'aquí el nom de l'aparell Vieux Charles (Vell Charles). Guynemer va mantenir el nom a l'aparell i també el feu servir en altres aparells.
Guynemer va deixar boacabadats als seus companys gràcies a la capacitat de combinar la tècnica apresa a l'escola i les habilitats pràctiques adquirides a les fàbriques d'avions. Va basar els coneixements en l'obra de Jules Bordeaux Etude Raisoneé de l'Aeroplane. El primer vol el va dur a terme amb un Blériot de 50 cavalls el 10 de març de 1915. La primera victòria la va aconseguir el 19 de juliol quan va abatre un Aviatik durant un vol de reconeixement, conjuntament amb el copilot Guerder. Gràcies a aquesta victòria va rebre la Médaille Militaire. De fet, totes les primeres actuacions que va tenir foren ben conegudes i difoses pels diaris de París. El públic va rebre notícies encoratjadores després d'un hivern i una primavera difícils en el camp bèl·lic. Aviat, Guynemer va ser considerat un heroi de guerra pels francesos.

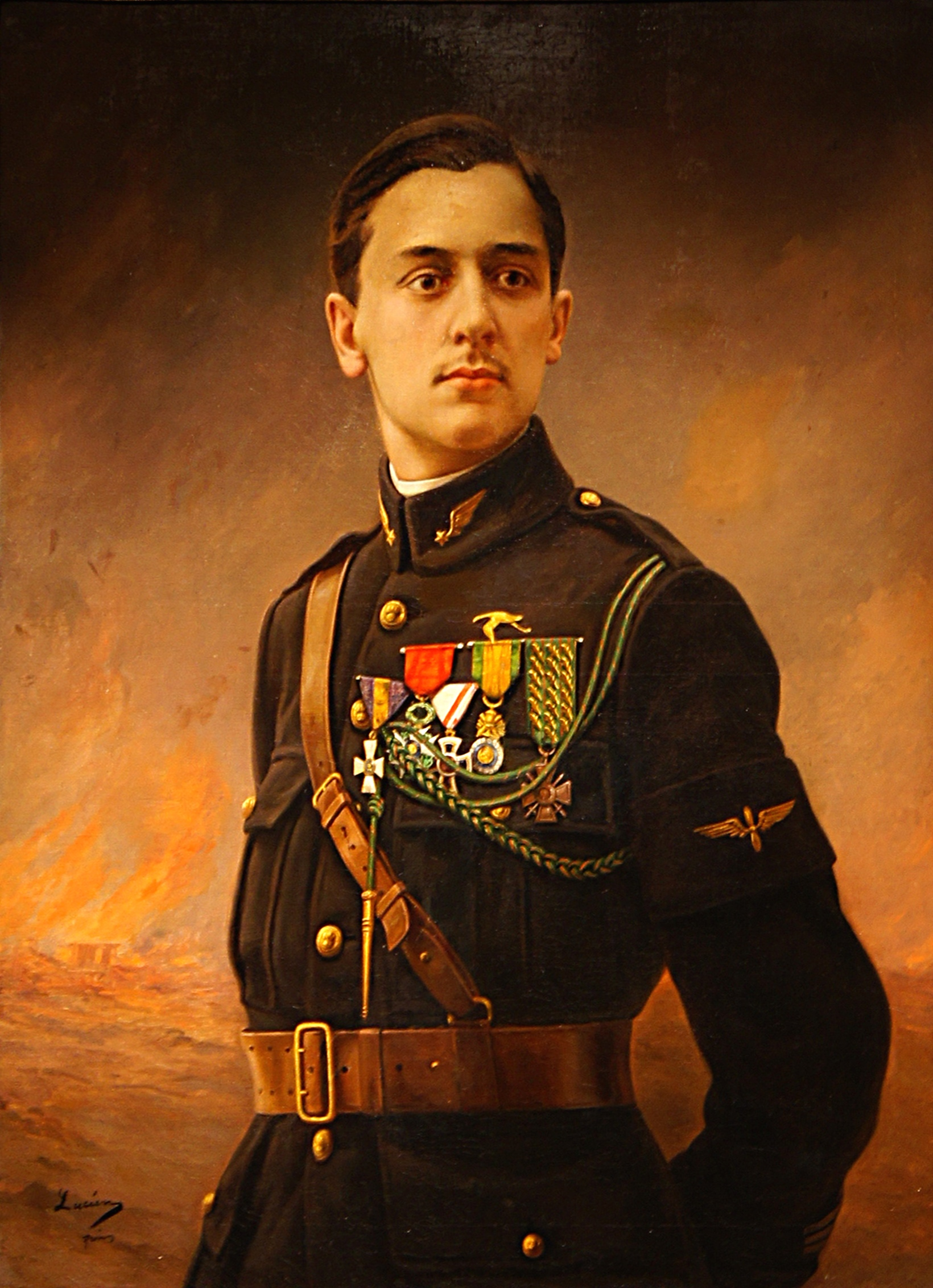
G.Guynemer per Lucien, Musée National de la Légion d'Honneur et des Ordres de Chevalerie, París.

El 5 de desembre de 1915, l'Escadrille MS.3 fou reanomenada com a Escadrille N.3 i fou reequipada amb els nous caces Nieuport 10. Amb aquest aparell més modern i efectiu, Guynemer s'establí ràpidament com un dels millors pilots aliats. Guynemer va esdevindre as a l'obtindre la seva cinquena victòria al febre de 1916, i conseqüentment ascendit a tinent al març. A finals d'any ja comptava amb 25 victòries. El capità Brocard, comandant de l'Escadrille N.3 "Storks", va descriure a Guynemer com "...el meu millor Stork." Menys d'un any més tard, Guynemer fou ascendit a capità i se li atorgà la comandància de l'esquadró dels Storks.

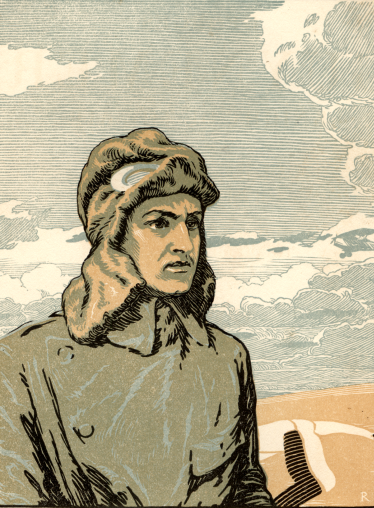
Il·lustració de Georges Guynemer.

Guynemer va esdevenir tal personalitat i a ser reconegut fins a tal punt que fins i tot va influenciar en el disseny i desenvolupament dels nous aparells de combat francesos. El desembre del 1916, va escriure una carta a l'enginyer en cap de la SPAD criticant el SPAD VII i dient que era inferior al Halberstadt, l'aparell contemporani dels alemanys. A causa d'aquesta crítica, SPAD desenvolupà dos nous models molt similars a l'original, l'SPAD XII i l'SPAD XIII. Els nous aparells, tot i ser prometedors, van tindre problemes inicials, especialment amb l'engranatge del reductor, entre el motor i el propulsor.
El 8 de febrer de 1917, volant en un SPAD VII, Guynemer va esdevenir el primer pilot aliat en abatre un dels bombarders alemanys Gotha G.III. El seu mes més prolífic va ser maig de 1917, quan va abatre un total de 7 aparells enemics. El 25 d'aquest mes, en va abatre 4. Al juliol, començà a pilotar un SPAD XII. El seu avion magique, anava armat amb un canó de 37mm. També comptava amb una metralladora del calibre .30. Tot i que el canó prometia una capacitat de foc devastadora, es convertí en un problema. En ser d'un sol tir, s'havia de recarregar cada cop en mig del vol; tenia un gran retrocés i a més, després de cada tir, omplia la cabina de fum. El SPAD XII no era un aparell per a pilots novells. Tot i això, Guynemer el va fer servir per abatre un Albatros el 27 de juliol i un DFW l'endemà. La següent victòria el convertiria en el primer pilot francès en obtenir les 50 victòries.
En el moment de volar, l'aparent fragilitat de l'aviador canviava completament imposant respecte. Un company de formació el va descriure de la manera següent: "tenia una aparença terrorífica i la seva mirada semblava una fuetada". La forma que tenia d'atacar era la que es coneix com a escomesa directa. A més de l'habilitat, tenia un profund coneixement de l'avió que pilotava. Va ser abatut set vegades i no donava temps que les ferides curessin per a tornar a entrar en combat.

## Mort

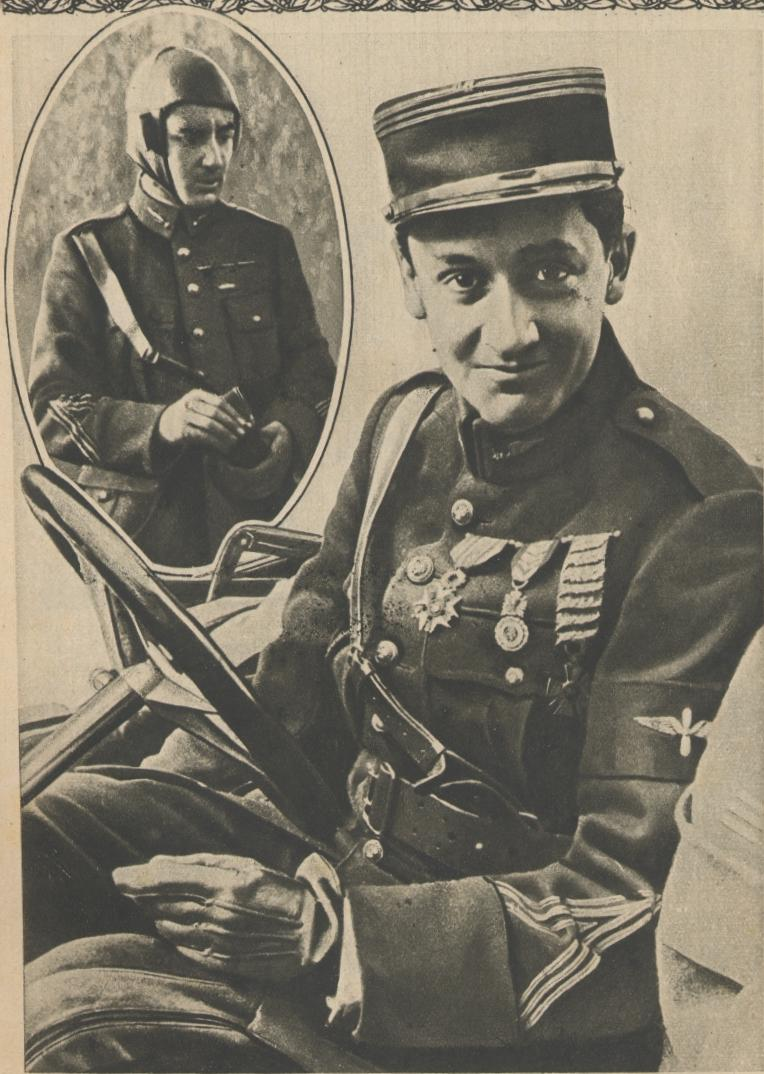
Georges Guynemer al 1917.

Georges es va convertir a poc a poc en un pilot irritable i implacable amb si mateix i els seus companys, mentre la seva fama creixia i les multituds, especialment les dones, l'assatjaven, per bé que ell les evadia.
El dia 11 de setembre de 1917, però, no tornà d'una missió. La setmana anterior havia tingut multitud de problemes tècnics, tant en els aparells que li foren assignats com en els que li eren prestats. A les 08:30, va sortir de l'aeròdrom amb el pilot novell Jean Bozon-Verduraz. Guynemer despegà amb el seu Spad XIII S.504 n°2. La missió consistia a patrullar l'àrea de Langemark. A les 09:25, prop de Poelcapelle, Guynemer va albirar un solitari Rumpler, un aparell de reconeixement alemany, i anà a buscar-lo. Bozon-Verduraz va veure diversos Fokker sobre ell, i en el temps en què se'ls va aconseguir treure de sobre, el seu líder de patrulla havia desaparegut, així que tornà sol. Guynemer mai va tornar.
Ni les restes del seu aparell ni el seu cos, ni els seus efectes personals foren mai trobats, tot i que els alemanys anunciaren que havia estat abatut pel tinent Kurt Wisseman de la Jasta 3, qui al mateix temps seria mort 17 dies més tard. Les multituds a França van trigar molt a acceptar que havia mort, ja que mai es va trobar el seu cadàver. El diari L'Ilustration del 6 d'octubre de 1917 va publicar en el seu honor No el van veure ni el van sentir quan va caure, ni el seu cos ni l'aviço mai foren trobats. On va anar? Quines ales va usar per anar a la immortalitat? Ningú ho sap: res se sap. Va ascendir i no va tornar, això és tot. Potser els nostres descendents diguin: Va volar tan alt que ja no va tornar. A les escoles s'explicava als nens que Guynemer havia volat tan alt, que no havia pogut tornar. En el moment de la seva mort, Guynemer comptava amb 53 victòries. En total, va sobreviure fins a 7 vegades després de ser abatut, tot i no comptar amb un paracaigudes. No és clar si va morir en vol, a l'estavellar-se amb el seu aparell, o si va sobreviure per a ser mort en terra de ningú. S'especula que el seu aparell podria haver estat totalment destruït per l'artilleria.
L'ara major Brocard confirmà la baixa del capità Georges Guynemer i fou oficialment anunciat a París pel departament francès de guerra el 25 de setembre de 1917. La confirmació no oficial arribà de les mans d'un pilot alemany capturat rere les línies canadenques al vespre del 29 de setembre. Un sergent alemany del regiment 413 jurà haver vist l'estavellament i haver reconegut el cos de Guynemer. També assegurà que el pilot francès havia estat mort per una bala al cap, amb altres ferides incloent una cama trencada i faltant-li un dit. L'artilleria aliada comença a caure abans que els alemanys poguessin recuperar i enterrar el cos. El 25 de setembre els detalls sense classificar foren publicats pel departament francès de guerra de manera que tot el públic se n'assabentà, tal com explicà un dels companys de Guynemer (el nom d'aquest essent informació confidencial):
| « | Guynemer va veure cinc aparells Albatros D.3. Sense dubtar, s'abalançà sobre aquests. Al mateix temps, una patrulla enemiga, que venia d'alçades molt superiors, s'abalançà sobre Guynemer. Hi havia 40 aparells enemics en l'aire en aquell moment, incloent von Richthofen i el seu circ, amb aparells pintats amb línies blaves i blanques diagonals. Per la dreta de Guynemer, aparegueren aparells belgues en la distància, però ja era massa tard. Guynemer devia haver estat tocat. El seu aparell va descendir elegantment cap a terra, fins que el vaig perdre de vista. Tot el que puc dir és que l'aparell no anava en flames. | » |

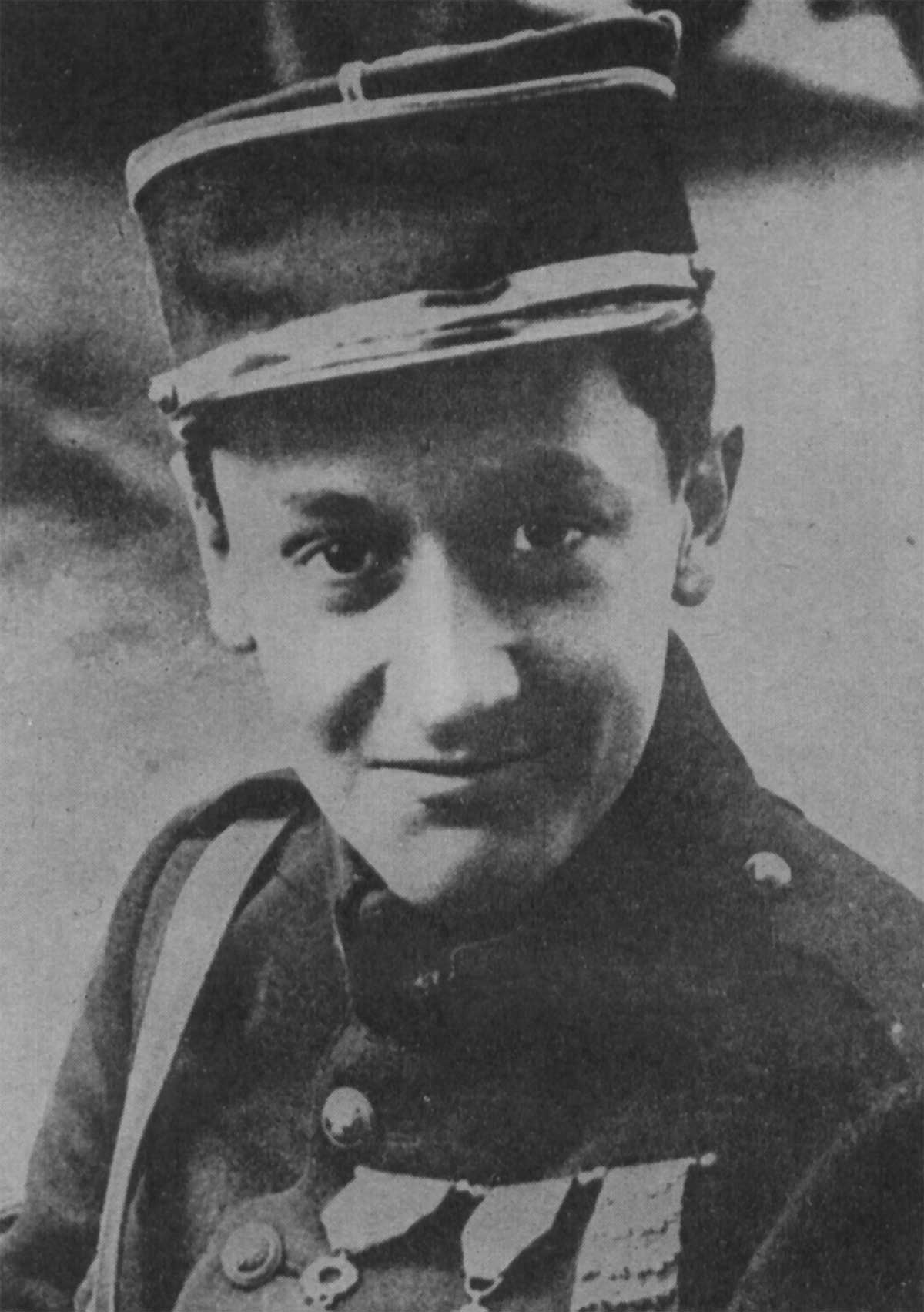
Primer pla

El Major Brocard aportà més tard altres detalls, publicats en un article del Le Matin de París:
| « | L'últim combat de l'aviador francès va tindre lloc 4 o 5 milles rere les línies alemanyes al nord-oest d'Ypres davant les línies britàniques. El capità Guynemer anava acompanyat del tinent Bozon-Verduraz, que diu que estaven volant a uns 15000 peus d'alçada quan Guynemer va veure un biplaça enemic, a qui immediatament atacà. Quasi al mateix temps, Verduraz va veure 4 monoplans alemanys abalançant-se sobre ells i girà envers ells per a oferir resistència. Els monoplans van sobrevolar-lo durant una estona més fins que van desaparèixer. Quan Verduraz tornà al lloc on havia abandonat a Guynemer i el biplà, fou incapaç de trobar a Guynemer. | » |

En un comunicat de la Creu Roja Americana en el front francès, la mort del capità Guynemer fou enregistrada com a "definitivament confirmada". Aquest comunicat incloïa els següents detalls:
| « | Informació rebuda per la Creu Roja indica que Guynemer fou disparat al cap al nord de Poelcapelle, en el front d'Ypres. El seu cos fou identificat per la fotografia de la llicència de pilot trobada entre les seves pertinences. L'enterrament va tindre lloc a Brussel·les amb la presència de la guàrdia d'honor, composta per la 5a divisó prussiana. Aquesta és la història que explica un belga, qui recentment ha escapat dels alemanys. L'enterrament anava a ser celebrat a Poelcapelle quan el bombardeig precedent a l'atac a Ypres començà. La celebració fou cancel·lada, però s'endugueren el cos amb ells. El general alemany, qui tenia un gran respecte i admiració per als aviadors i en concret per als èxits de Guynemer, ordenà portar el cos a Brussel·les en un vehicle funerari. Els guàrdies prussians honoraren el cos a l'arribada i durant l'enterrament, el qual va comptar amb tots els honors militars possibles. El govern francès ha estat convidat a col·locar al panteó, on molts herois francesos estan enterrats, una inscripció en memòria del capità Guynemer, com a simbol de les aspiracions i entusiasme de l'exèrcit. El diputat Lasies ha introduït aquesta resolució a la cambra dels diputats. | » |

## Llegat

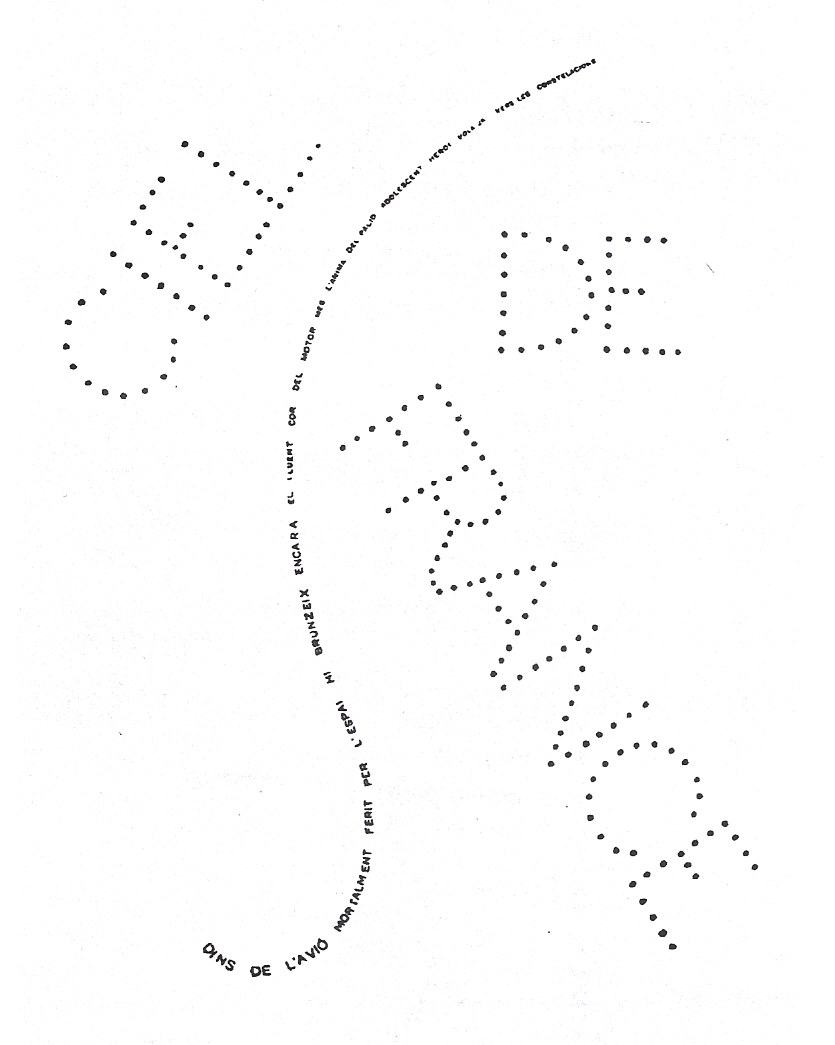
Oda a Guynemer, de Josep Maria Junoy (1915). Primer cal·ligrama avantguardista en llengua catalana.

Guynemer va rebre molts compliments per part de la premsa francesa. El govern francès encoratjava la publicitat per a pujar la moral del poble, i fer-los oblidar les nombroses pèrdues a les trinxeres. Guynemer passava vergonya amb tantes atencions rebudes, però la seva timidesa només feia que incrementar les ganes del poble a saber més coses sobre ell. Fet bastant diferent al de 1918, amb l'as francès René Fonck, que tot i tenir 75 victòries confirmades, tenia molt mala publicitat a causa de la seva arrogància i auto-promoció descarada. La mort de Guynemer va ser un autèntic cop dur per a França. Tot i això, restà com a icona durant la guerra. Amb només 22 anys el dia de la seva mort, continuà inspirant la nació amb el seu consell, "Fins que un no ho ha donat tot, un no ha donat res."
Josep M. Junoy, poeta avantguardista, va dissenyar un cal·ligrama amb el títol Oda a Guynemer, publicat a la revista Iberia l'octubre de 1917 i després en el recull Poemes i cal·ligrames de 1920. En aquest poema es poden veure les influències futuristes i cubistes en un poema que lamenta la mort de l'aviador en plena joventut.